# Bienosaurus

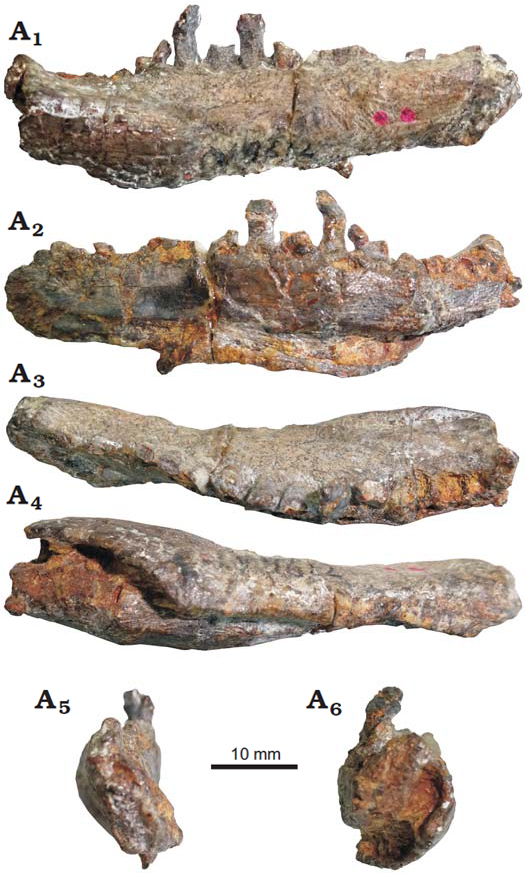
Het rechterdentarium

Bienosaurus lufengensis is een plantenetende ornithischische dinosauriër, behorend tot de Thyreophora, die in het vroege Jura leefde in het gebied van het huidige China.

## Vondst en naamgeving
In 1938/1939 groef de Chinese paleontoloog Mei Nien Bien ofwel Bian Meinian in Yunnan de resten op van een kleine dinosauriër. Bian verhuisde later naar de Verenigde Staten van Amerika en vanwege de verschillende oorlogsomstandigheden en latere politieke verwikkelingen raakte zijn vondst in vergetelheid.

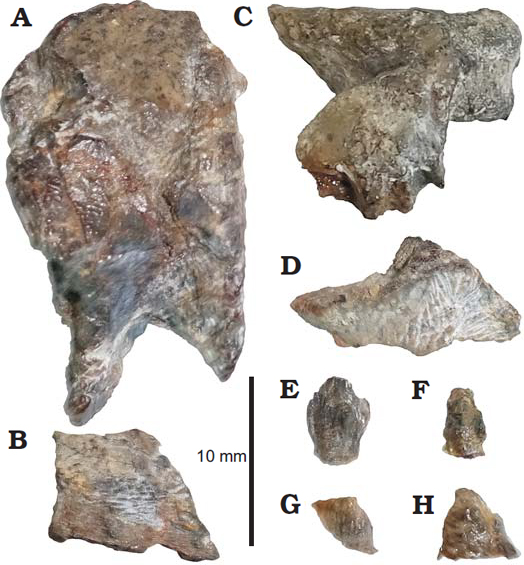
De bewaarde schedelbeenderen

In 2001 echter benoemde en beschreef Dong Zhiming alsnog de typesoort Bienosaurus lufengensis. De geslachtsnaam eert Bian. De soortaanduiding verwijst naar de herkomst uit de Lufengformatie. Eerder was bekendgemaakt dat die "crichtonii" zou luiden ter ere van de schrijver van Jurassic Park, Michael Crichton, maar om onduidelijke redenen is daar van afgezien.
Het holotype, IVPP V15311 (in 2001 ten onrechte het inventarisnummer IVPP V 9612 gegeven wat al in gebruik was voor het holotype van Sinornithoides), is gevonden in de Zhangjiawa-afzetting (Dark Red Beds) van de Onderste Lufengformatie, die dateren uit het Sinemurien-Pliensbachien. Het bestaat uit een fragmentarische schedel met rechteronderkaak en daarin tanden. Alleen het stuk onderkaak is enigszins gaaf bewaard gebleven. Een van de schedelfragmenten is vermoedelijk een stuk voorhoofdsbeen.

## Beschrijving
Bienosaurus is een kleine viervoetige planteneter. De schedel was vermoedelijk een kleine zeven centimeter lang, wat wijst op een lichaamslengte van rond de één meter.
Dong gaf enkele onderscheidende kenmerken. Het predentarium, de gezamenlijke beenkern van de voorste onderkaken, is kort en breed. Het voorhoofdsbeen is dik met kleine osteodermen er aan vastgegroeid. De tanden zijn klein en bladvormig met een symmetrische kroon en een goed ontwikkelde verdikte tandbasis, het cingulum. Deze kenmerken zijn geen unieke afgeleide eigenschappen, autapomorfieën, maar worden door de meeste thyreoforen gedeeld. Daarbij is het predentarium niet bewaard gebleven: de vorm ervan werd afgeleid.
Het dentarium, met een lengte van 53 millimeter, is relatief dik en draagt een gekromde tandrij. De tanden hebben de typische vorm van basale Ornithischia. Het zijn er minstens dertien maar van het dentarium is alleen het voorste stuk bewaard. Behalve op het voorhoofdsbeen zaten er volgens Dong ook osteodermen op het vermoedelijke postorbitale. In 2019 betwijfelde men of er echt osteodermen aan het voorhoofdsbeen waren vastgegroeid; het vermeende postorbitale bleek zoek en het werd vermoed dat het vermeende voorhoofdsbeen het echte postorbitale was.

## Fylogenie
Volgens Dong gaat het om een zeer basaal lid van de Thyreophora. Hij plaatste de soort in de Scelidosauridae. Anders dan de meeste paleontologen achtte hij die groep deel van de Ankylosauria. De basale positie leidde hij af uit het ontbreken van grote osteodermen. Een plaatsing in de Thyreophora wordt algemeen waarschijnlijk geacht maar het fragmentarisch karakter van de vondst maakt een preciezere onderverdeling lastig. Alle thyreoforen hebben vermoedelijk grotere osteodermen op de romp; dat ze bij het holotype ontbreken, lijkt voort te komen uit het beperkte karakter van de vondst. Victoria Megan Arbour achtte de soort in 2014 een nomen dubium.
Een studie uit 2019 bevestigde een basaal thyreofore positie en concludeerde opnieuw dat het om een nomen dubium ging, wellicht in feite identiek aan Tatisaurus uit dezelfde lagen.